# Kirche Unserer Lieben Frau vom Licht
Die Kirche Umm an-Nur, die Kirche Unserer Lieben Frau vom Licht (auch Umul-Noor, arabisch كنيسة أم النور للسريان الأرثوذكس) ist eine Kirche in der irakischen Stadt Ankawa bei Erbil, die im Jahre 2012 geweiht wurde. Sie gehört zum Erzbistum Mossul der Syrisch-Orthodoxen Kirche von Antiochien. Der Gebäudekomplex umfasst auch die Residenz des Erzbischofs von Mossul, Nicodemos Daoud Matti Sharaf, der als Folge der Daesch-Herrschaft in Mossul und der dortigen Zerstörungen 2014 fliehen musste.

## Standort
Die syrisch-orthodoxe Kirche Unserer Lieben Frau vom Licht steht als Teil eines großen Kirchenkomplexes in einem Neubaugebiet im Norden Ankawas etwa 250 m westlich der Baharka-Straße (شارع بحركة) und rund 600 m südlich der 120-Meter-Straße (شارع 120 متري) an einer langen Seitenstraße der Baharka-Straße, die nach Westen zur chaldäischen Eliaskirche (etwa 1,5 km) und zur syrisch-katholischen Mart-Schmoni-Kirche (etwa 2 km) führt.

## Geschichte
Die überwiegend christliche Stadt Ankawa im Norden der kurdischen Metropole Erbil war eine traditionell assyrische, seit dem 18. Jahrhundert durch Konversionen zunehmend und später ganz überwiegend chaldäisch-katholische Stadt. Mit der Invasion der USA ab 2003 und den nachfolgenden Verfolgungen kamen christliche Flüchtlinge verschiedener Konfessionen in die Stadt. Nach der Eroberung der Stadt Mossul und großer Teile der mehrheitlich christlichen Ninive-Ebene im Jahre 2014 durch die Terrororganisation Daesch (Islamischer Staat, IS) gelangten erneut zahlreiche Flüchtlinge nach Ankawa, darunter viele syrische-orthodoxe Christen. Auch der syrisch-orthodoxe Erzbischof Nicodemos Daoud Matti Sharaf nahm in Ankawa seine Residenz im Exil. In der gesamten Autonomen Region Kurdistan wuchs so bis 2019 die christliche Bevölkerung auf 120.000 Personen. In ganz Irak lebten Ende 2019 von vor 2003 rund 1,5 Millionen nur noch 250.000 oder – laut In Defence of Christians – gar nur noch 225.000 Christen.
Ankawa hatte durch die Neuankömmlinge nun anders als zuvor bedeutende Anteile an syrisch-orthodoxen Christen: Anfang 2019 waren es im Großraum Erbil 1200 Syrisch-Orthodoxe. Neue Stadtviertel und mehrere neue Kirchen entstanden. Im Norden Ankawas entstand Anfang der 2010er Jahre mit wesentlicher Finanzierung durch Sarkis Aghajan Mamendo gleichzeitig mit der Kirche Unserer Lieben Frau vom Licht auch ein neuer syrisch-orthodoxer Kirchenkomplex auf einer Fläche von 5000 Quadratmetern. Dabei war die als erstes entstehende Halle übergangsweise als Kirche vorgesehen, um nach Errichtung der eigentlichen Kirche für verschiedene Zwecke der Kirchengemeinde zu dienen. Die Kirche wurde am 14. August 2012 mit einem vom syrisch-orthodoxen Patriarchen Ignatius Zakka I. Iwas geleiteten feierlichen Gottesdienst eröffnet. Anwesend waren auch der damals noch in Mossul residierende syrisch-orthodoxe Erzbischof von Mossul, Nicodemos Daoud Matti Sharaf, weitere Bischöfe sowie Vertreter der Politik, unter ihnen der Gouverneur von Erbil Nawzad Hadi und der Bürgermeister von Ankawa, Dschalal Habib Aziz. Pastor der Kirche wurde Matti al-Banna. Am 15. August 2012 weihte Erzbischof Nicodemos Daoud Matti Sharaf den Altar.
Vom 6. bis zum 8. November 2014 besuchte der am 29. Mai 2014 im syrischen Saidnaya inthronisierte syrisch-orthodoxe Patriarch Ignatius Ephräm II. Karim gemeinsam mit dem syrisch-katholischen Patriarchen Ignatius Joseph III. Younan die im Juni des Jahres vom Daesch aus Mossul und der Ninive-Ebene vertriebenen Christen in Ankawa. Am 7. November 2014 hielt er die Heilige Messe (Qurobo) in der Kirche Unserer Lieben Frau. Am 31. Dezember 2014 feierte der Patriarch in Anwesenheit des Erzbischofs Nicodemos Daoud Sharaf abermals in dieser Kirche mit der syrisch-orthodoxen Gemeinde Gottesdienst. 2017 begannen die Bauarbeiten für den Bischofssitz und die neue, endgültige Kirche. Am 26. Januar 2019 wurde die neue Ankawaer Residenz des Erzbistums Mosul als Teil des Komplexes vom syrisch-orthodoxen Patriarchen Ignatius Ephräm II. Karim eröffnet. Anwesend waren hohe Vertreter anderer Kirchen, darunter der chaldäische Patriarch von Babylon, Kardinal Louis Raphaël I. Sako, und der Katholikos-Patriarch der Assyrischen Kirche des Ostens, Mar Gewargis III., sowie politische Vertreter der Autonomen Region Kurdistan.

## Architektur
Die Gesamtfläche des Komplexes umfasst 5000 Quadratmeter, wovon die neue Kirche 1800 Quadratmeter einnimmt. Das ganz im modernen Stil gehaltene neue Kirchengebäude, dessen Bau 2017 begonnen wurde, besteht aus einer Stahlkonstruktion und Wänden aus Stahlbeton, die das Dach – in der Mitte längs verlaufend ein Spitztonnendach und an den Seiten flach – im mittleren Abschnitt ohne freie Säulen und Pfeiler tragen. Im Osten über dem Altar befindet sich eine zwiebelförmige Kuppel, die ebenfalls von einer Struktur aus Stahl getragen wird und oben ein Kreuz trägt. Die erste Kirche von 2012 ist ein moderner Saalbau.